# Великий радянський атлас світу
Великий радянський атлас світу (рос. Большой советский атлас мира, БСАМ) — картографічне видання в двох томах. Видано згідно з рішенням ЦВК і РНК СРСР від 17 грудня 1933 року.
Перший том (1937 рік) складається зі вступу, фізичних, економічних та політичних карт світу (83 сторінки) і карт СРСР (85 сторінок). До другого тому (1939 рік) ввійшли оглядові економічні карти окремих республік та областей СРСР, а також карти з історії громадянської війни. Окремим додатком до атласа виданий «Географічний покажчик». Рельєф у «БСАМ» відтворений гіпсометричним методом (на відміну від інших всесвітніх атласів) у єдиній шкалі горизонталей. Усі карти «БСАМ» є оригінальними творами, в розробці яких брали участь основні географічні установи СРСР та радянські вчені. 